# Памятный знак «Автомашина ЗИС-5» на Дороге жизни
«Памятный знак «Автомашина ЗИС-5»  установлен в честь героев — водителей, работавших в годы Великой Отечественной войны на трассе Военно-автомобильной дороги (ВАД) — 102, составной части Дороги жизни.
Название памятника в официальных документах:
«Памятный знак — «Автомашина ЗИС-5», установленный на «Дороге жизни», которая проходила здесь в 1941—1942 гг.» .

## История
8.09.1941 г. немецкие и финский войска замкнули сухопутное кольцо блокады вокруг Ленинграда. Нормальная связь с городом и продовольственное снабжение Ленинграда были нарушены. Снабжение осуществлялось водным путём по Ладожскому озеру, рискованному из-за сильных штормов, при не подготовленных в это время портовых сооружениях и на восточном, и на западном, «ленинградском» берегах озера. Транспортная авиация могла доставить в город около 100 тонн в сутки, что было недостаточно.
Обстановка резко ухудшилась после того, как немецкие войска, осуществляя план уничтожения Ленинграда, 8 ноября 1941 года захватили Тихвин. Доставка грузов для Ленинграда с востока страны по железнодорожной ветке Волхов — Тихвин прекратилась.
Для города наступила критическая ситуация. В городе были введены минимальные нормы потребления хлеба — рабочим 250 граммов хлеба в день, для всех остальных — 125 граммов.
В этих условиях было принято единственно возможное решение — строительство дороги в обход Тихвина, от железнодорожных станций Заборье и Подборовье до Кобоны, откуда грузы по Ладожскому озеру переправлялись в Ленинград. 
Строительство ВАД № 102 — подвиг воинов инженерно-строительных частей, гражданского населения, в том числе женщин, подростков, прилагавших все усилия, чтобы спасти Ленинград. Дорога возводилась в тяжелых зимних условиях, в непроходимых местах. Строительные материалы носили вручную, в полотно дороги были уложены десятки тысяч брёвен. Были возведены два больших моста через реки Волхов и Сясь. Дорогу построили за 10 дней. Протяжённость Военно-автомобильной дороги (ВАД) — 102 составляла более 300 километров. На трассе работали и поддерживали её в рабочем состоянии 21-й и 22-й дорожно-эксплуатационные полки.
6 декабря 1941 года по трассе пошли воинские подразделения, переброшенные для контрнаступления на Тихвин и первые грузовики, перевозившие продукты и боеприпасы для Ленинграда.
Дорога стала символом подвига людей, строивших и работавших на ней. Подвиг совершали и водители трёх автомобильных батальонов, осуществлявшие  перевозки на трассе.  За один рейс зимой, в продуваемых ветром кабинах грузовиков, они проезжали почти 600 километров. Настил брёвен «дышал» под колесами машин, даже в сильные морозы холодной зимы 1941 года не промерзали болота. Приходилось преодолевать крутые подъемы и спуски, снежные заносы. Машины в таких условиях часто выходили из строя.
За сутки по дороге доставлялось до 500 тонн грузов в самое тяжёлое для города время.
9 декабря 1941 года советские войска в результате проведения Тихвинской операции освободили город Тихвин.
После возобновлении железнодорожного сообщения через Тихвин необходимость в этой сложной трассе отпала, грузы доставлялись до Кобоны железнодорожным транспортом. ВАД-102 функционировала до 30 декабря 1941 года.

## Описание памятника
На бетонном постаменте установлен подлинный грузовой автомобиль ЗИС-5  («трёхтонка»), такие грузовики, вместе с легендарными полуторками, работали на Дороге жизни. Перед  машиной установлена  памятная мраморная доска со схемой участка «Дороги жизни» и надписью: «Здесь начиналась ДОРОГА ЖИЗНИ ноябрь — декабрь 1941». У левого переднего колеса нарисована гвардейская лента. К памятнику ведет бетонная дорожка.  
Памятник,   посвященный  всем  водителям и автомобилям, которые доставляли  в Ленинград  и в обратном направлении, в тыл страны, жизненно необходимые грузы, был открыт в 1968 году по инициативе жителей посёлка Подборовье. Автор проекта неизвестен. 
Расположение памятника:  Ленинградская область, Бокситогорский район, Лидское поселение, посёлок Подборовье, ул.  Главная, д. 1а.  Он установлен вблизи железнодорожной станции  на привокзальной площади, там, где в 1941 году было начато возведение Военно-автомобильной дороги ВАД-102.

Памятник входит в состав мемориального комплекса «Зеленый пояс Славы» Ленинграда, является Объектом культурного наследия России федерального значения и Объектом Всемирного наследия ЮНЕСКО как часть ансамбля  «Зеленый пояс Славы .

В 2019 году на территории памятника  проведены работы по благоустройству и озеленению – высажены хвойные деревья и декоративные кустарники, территория вымощена тротуарной плиткой, установлен  флагшток  и бетонные скамейки, оборудован рулонный газон
 На территории Ленинградской области есть памятники, также посвященные подвигу водителей в годы войны, в композициях которых в разных архитектурных формах отражены грузовые автомашины военного времени: Полуторка (памятник), Памятник неизвестному водителю, «Памятник-автомашина в честь автомобилистов, работавших на „Дороге жизни“, проходившей здесь в 1941—1943 гг. Рядом-место захоронения неизвестного шофера, погибшего в годы войны» (Скульптор памятника А. Д. Левенков, мемориал установлен: Ленинградская область, Кировский район, деревня Дусьево, близ перекрестка дорог Ленинград — Петрозаводск и Войбокало -Кобона). Они дополняют мемориальный ансамбль «Зелёный пояс Славы»  Ленинграда, но в его состав, как ошибочно указывается в некоторых публикациях, не входят